# Jesús Rodríguez (calciatore)
Jesús Alberto Rodríguez (24 marzo 1968) è un ex calciatore venezuelano, di ruolo centrocampista.